# Larsen Touré
Larsen Touré (ur. 20 lipca 1984 w Breście) – gwinejski piłkarz występujący na pozycji napastnika.

## Kariera klubowa
Touré zawodową karierę rozpoczynał w pierwszoligowym klubie Lille OSC. W Ligue 1 zadebiutował 11 stycznia 2006 w przegranym 0:1 pojedynku z Troyes AC. W sezonie 2005/2006 rozegrał 2 ligowe spotkania. Cały następny sezon spędził na wypożyczeniu w drugoligowym FC Gueugnon. 18 sierpnia 2006 w wygranym 2:1 spotkaniu z Amiens SC strzelił pierwszego gola w ligowej karierze. W ciągu całego sezonu wystąpił tam w 28 meczach i zdobył 5 bramek. Po zakończeniu okresu wypożyczenia powrócił do macierzystego klubu. W Lille grał przez kolejne pół roku i w tym czasie wystąpił w 9 ligowych pojedynkach. W styczniu 2008 wypożyczono go do Grenoble Foot 38, grającego w drugiej lidze. W 2008 roku awansował z nim do ekstramlasy. Latem 2008 powrócił do Lille. Zagrał tam w 3 meczach, a 31 sierpnia 2008 ponownie został wypożyczony go Grenoble. 7 marca 2009 w wygranym 2:1 meczu z SM Caen zdobył pierwszą bramkę w trakcie gry w Ligue 1. Latem 2010 roku został zawodnikiem Stade Brestois 29. W sezonie 2010/2011 zagrał w 22 ligowych spotkaniach, strzelając 4 gole. W sezonie 2013/2014 grał w Lewskim Sofia. Latem 2014 przeszedł do AC Arles-Avignon.
| Sezon   | Klub                    | Kraj     | Rozgrywki    | Mecze | Bramki | Rozgrywki Europy | Mecze | Bramki |
| ------- | ----------------------- | -------- | ------------ | ----- | ------ | ---------------- | ----- | ------ |
| 2005/06 | Lille OSC               | Francja  | Ligue 1      | 2     | 0      | -                | -     | -      |
| 2006/07 | FC Gueugnon (wyp.)      | Francja  | Ligue 2      | 28    | 5      | -                | -     | -      |
| 2007/08 | Lille OSC               | Francja  | Ligue 1      | 9     | 0      | -                | -     | -      |
| 2007/08 | Grenoble Foot 38 (wyp.) | Francja  | Ligue 2      | 14    | 3      | -                | -     | -      |
| 2008/09 | Lille OSC               | Francja  | Ligue 1      | 3     | 0      | -                | -     | -      |
| 2008/09 | Grenoble Foot 38 (wyp.) | Francja  | Ligue 1      | 14    | 1      | -                | -     | -      |
| 2009/10 | Lille OSC               | Francja  | Ligue 1      | 14    | 1      | Liga Europy UEFA | 7     | 0      |
| 2010/11 | Stade Brestois 29       | Francja  | Ligue 1      | 22    | 4      | -                | -     | -      |
| 2011/12 | Stade Brestois 29       | Francja  | Ligue 1      | 11    | 1      | -                | -     | -      |
| 2012/13 | Stade Brestois 29       | Francja  | Ligue 1      | 19    | 2      | -                | -     | -      |
| 2013/14 | Lewski Sofia            | Bułgaria | A PFG        | 19    | 4      | -                | -     | -      |
| 2014/15 | AC Arles-Avignon        | Francja  | Ligue 2      | 24    | 5      | -                | -     | -      |
| 2015/16 | Ipswich Town            | Anglia   | Championship | 7     | 0      | -                | -     | -      |

## Kariera reprezentacyjna
W reprezentacji Gwinei Touré zadebiutował w 2008 roku.